# Harmonika szklana

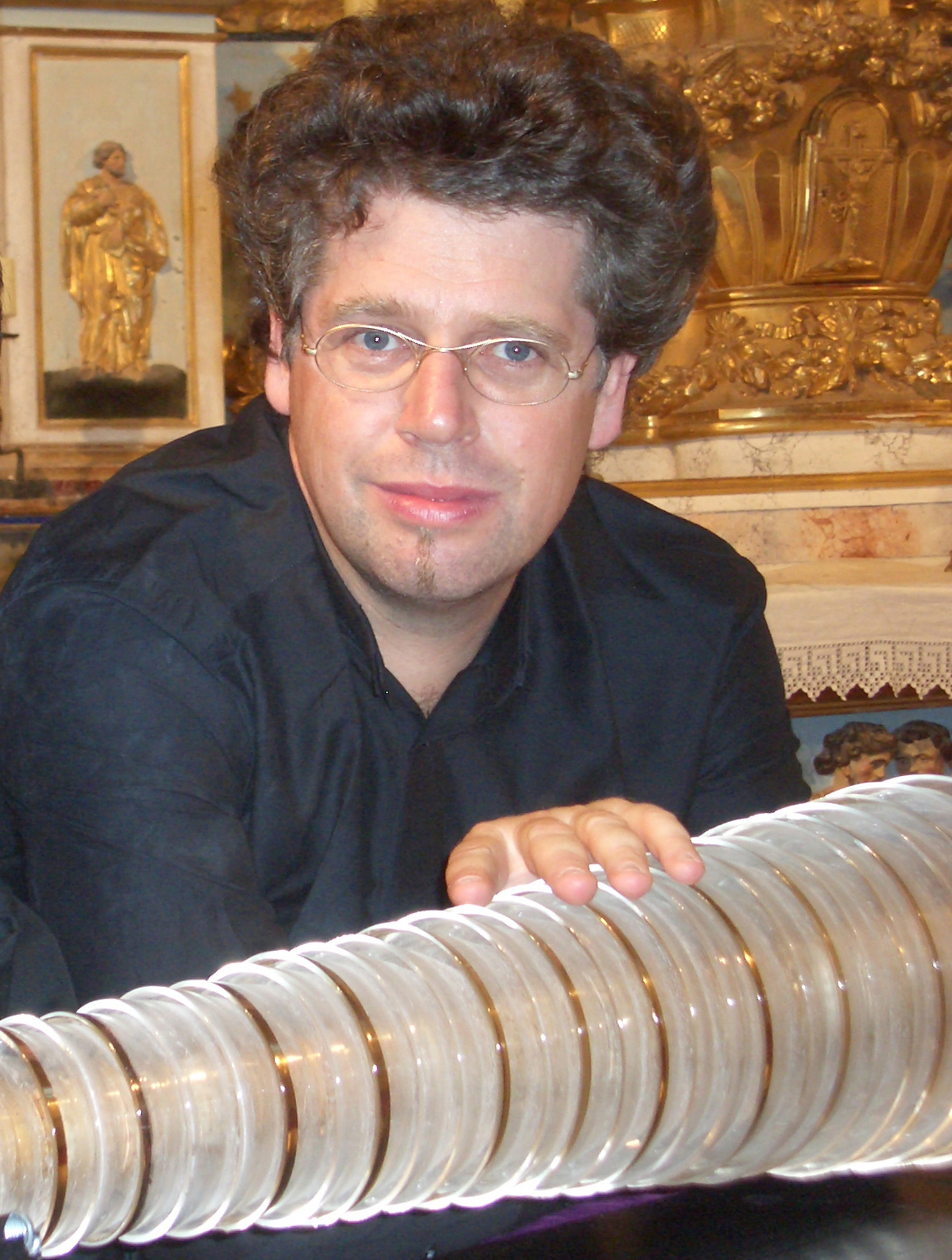
Glassharmonika / Thomas Bloch (2007)

Harmonika szklana – instrument muzyczny z grupy idiofonów pocieranych. Jest to podłużna, najczęściej drewniana skrzynia na czterech nogach, wewnątrz której umocowanych jest współosiowo kilkadziesiąt szklanych talerzy (zwanych też kloszami), stanowiących zestaw wibratorów różniących się wielkością, strojonych chromatycznie. Za pomocą mechanizmu napędzanego pedałem są one wprawiane w ruch obrotowy. Dotknięcie wilgotną opuszką palca wirującego klosza wprawia go w drganie o częstotliwości zależnej od jego wielkości.
Harmonika szklana była znana zwłaszcza w Niemczech i Austrii, z której w XVIII wieku została przywieziona do Polski. Ostateczną formę nadał jej około 1762 roku Benjamin Franklin, który wprowadził w niej szereg ulepszeń. Na przełomie XVIII i XIX wieku była dość popularnym instrumentem; dwa utwory napisał na nią również Mozart (Adagio i rondo – KV 617, Adagio C-dur KV 356 [617a]). W Polsce na harmonice szklanej koncertował znany pianista i kompozytor pierwszych dekad XIX wieku, Franciszek Lessel (1780-1838). Z uwagi na brzmienie dźwięku harmonikę zaczęła otaczać pewna legenda: przypisywano jej wywoływanie poronień u słuchaczek, a także zaburzeń umysłowych. W późniejszym okresie harmonika utraciła popularność.
W Wielkiej improwizacji w III części Dziadów (1832) Adama Mickiewicza Konrad kładzie swe ręce na gwiazdach jak na szklanej harmoniki kręgach. Harmonikę wykorzystał też Camille Saint-Saëns w cyklu Karnawał zwierząt (Akwarium).